# Almira (Washington)
Pour l’article homonyme, voir Almira.
Almira est une ville située dans le comté de Lincoln dans l'État de Washington, aux États-Unis.